# Giovanni Lazzarini (architetto)

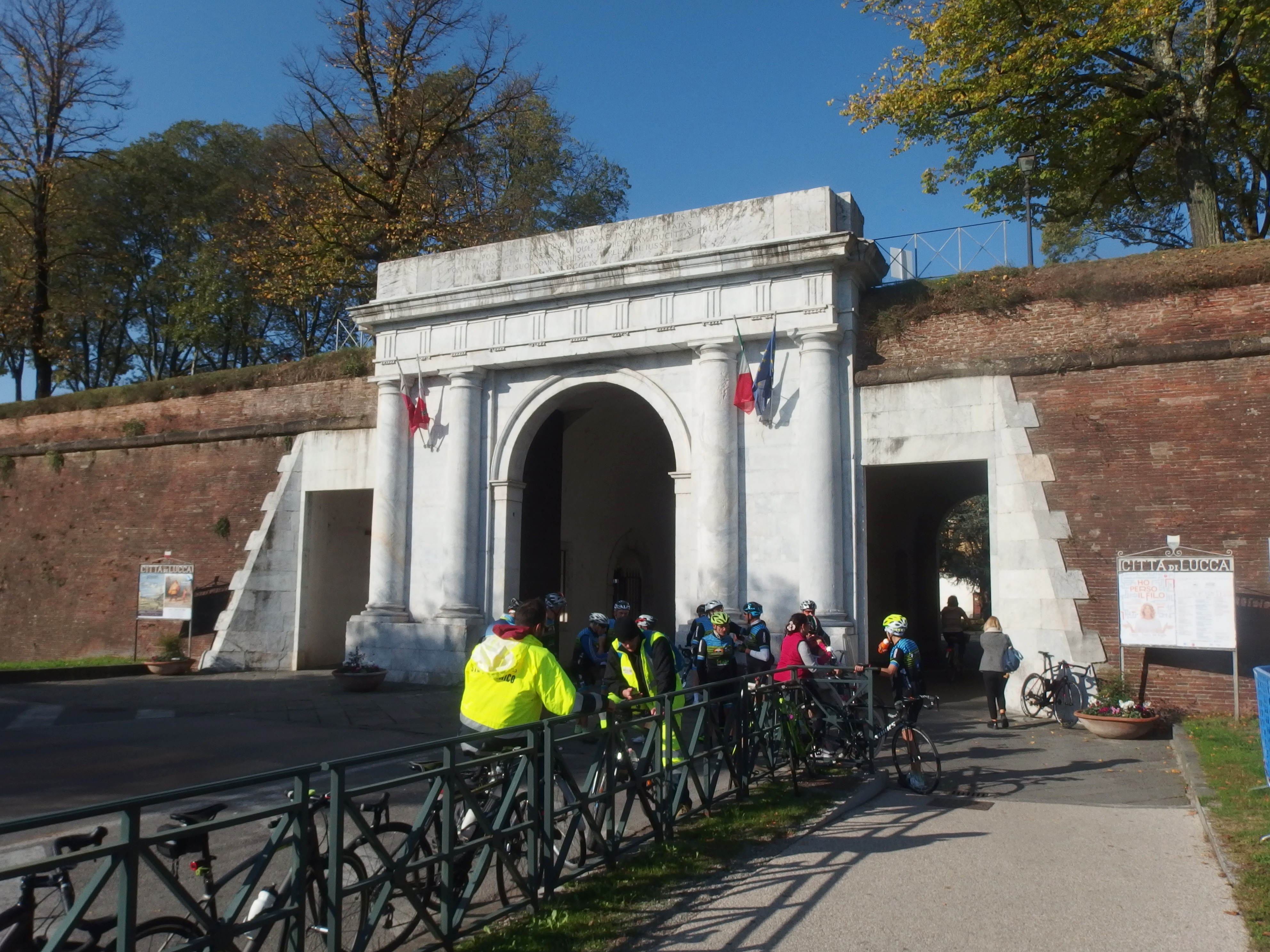
Porta Elisa a Lucca

Giovanni Lazzarini (1769 – 1834) è stato un architetto italiano.

## Biografia
Giovanni Lazzarini, non ancora ventenne, si trasferisce a Roma nel 1788 per apprendere la professione di architetto dove ne ottiene il titolo. Dal 1802 al 1809 regge la cattedra di architettura presso l'Università di San Frediano a Lucca.

### Periodo napoleonico
Nel 1802 fu chiamato a Palma di Maiorca dal cardinale Antonio Despuig y Dameto per eseguire dei lavori di ristrutturazione; in quella occasione gli fu anche offerta la cattedra di architettura dell'Accademia, che però lui prudentemente rifiutò, date le precarie condizioni economiche in cui versava quella istituzione. Tornò in Italia dopo soli tre mesi di permanenza sull'isola. Dopo di lui sarà la volta di un altro architetto italiano, Giacinto Cocchi, che però vi resterà fino al 1806, lasciando la sua impronta nella architettura dell'isola.
Nel 1806, durante il periodo di dominazione napoleonica di Lucca, viene nominato dalla reggente Elisa Bonaparte Baciocchi architetto del Principato, periodo durante il quale attende ai lavori che portano all'apertura di piazza Napoleone con la relativa distruzione della chiesa di San Pietro Maggiore, della Posta, dei magazzini del sale e di numerose abitazioni per far posto alla piazza.
Partecipò anche al progetto per porre al centro di piazza Napoleone una statua del grande generale, progetto che non andò mai in porto a causa della caduta di Napoleone. Si dedicò poi alla realizzazione dell'ingresso alle mura di Lucca di Porta Elisa e di via Elisa, la strada che collega la porta a piazza Napoleone. Prese parte inoltre alla trasformazione della chiesa di San Romano in quartiere militare, della conversione del convento di San Giorgio in carcere e della ristrutturazione della chiesa di San Giovanni in archivio pubblico.

### Periodo borbonico
Successivamente, a seguito della caduta di Napoleone e alla Restaurazione, Lucca passa al regime borbonico e Lazzarini continua a prestare i suoi servizi a Lucca. In particolare progetta e ristruttura il secentesco teatro pubblico, in seguito chiamato teatro del Giglio (1817-1819) in onore del giglio borbonico che decora lo stemma araldico del casato Borbone, in luogo del vecchio teatro di San Girolamo. Si occupa anche della ristrutturazione del ponte di Monte San Quirico (1816), della Cattedrale di Pietrasanta (1816) e realizza un intervento a Bagni di Lucca per le terme "Bagni caldi".

### La decadenza
Nel 1818, con la nomina di Lorenzo Nottolini a "Architetto Regio", Lazzarini viene sempre più ridimensionato e la sua attività perde di importanza. Tra le opere di questo periodo, vi sono alcuni lavori su ponti sul fiume Serchio nelle zone di Moriano e Diecimo.
Nel 1822 fu ultimata a Viareggio, sulla base del progetto di Lazzarini, la costruzione della Villa Paolina Bonaparte, detta "Il rifugio di Venere". La villa fu costruita per la sorella di Napoleone, Paolina Buonaparte, e si troverebbe nel punto in cui fu ritrovato il corpo di Percy Bysshe Shelley, di cui Paolina amava in modo appassionato le poesie.